# 伽玛航空
伽玛航空 (英語：Gama Aviation, LSE：GMAA)是一家英国航空公司。主要给个人，公司或政府部门提供飞机托管，公务机包机，飞机维修等服务支持。

## 历史
1983年成立于英国汉普郡，2010年11月17日在伦敦证券交易所挂牌上市。2015年和和记黄埔成立合资公司——伽玛航空和记控股有限公司。